# Saro Cloud
El Saro Cloud fue un hidrocanoa anfibio de pasajeros británico diseñado y construido por Saunders-Roe como A.19. Posteriormente, se fabricó con el nombre de A.29 para la Real Fuerza Aérea Británica (RAF) para el entrenamiento de pilotos y navegantes.

## Desarrollo
Tras el éxito del A.17 Cutty Sark, la compañía diseñó una versión ampliada, denominada A.19 Cloud. Tenía capacidad para dos tripulantes y ocho pasajeros. Al igual que el Cutty Sark, era un hidrocanoa monoplano bimotor, con los motores montados sobre el ala. Esto facilitaba el uso de diferentes motores, y se vendieron cuatro aeronaves a operadores privados con diversos motores.
El prototipo, que voló por primera vez el 15 de julio de 1930, estaba equipado con dos motores radiales Wright J-6 de 224 kW (300 hp).
El Ministerio del Aire encargó una aeronave para su evaluación como entrenador, propulsada por un par de motores radiales Armstrong Siddely Double Mongoose. Tras la evaluación, el Ministerio del Aire encargó un total de dieciséis aeronaves (en tres lotes) según la Especificación 15/32 del Ministerio del Aire para la formación de pilotos y navegantes. Designado como A.29, tenía capacidad para seis estudiantes. Contaba con provisión para ametralladoras en los compartimentos de proa y popa, y también podía transportar cuatro bombas de prácticas de 50 lb.

## Historia operacional
El primer A.29 Cloud de producción se entregó al Establecimiento Experimental de Aeronaves Marinas para pruebas y evaluación. Tras modificaciones en el casco y en los redientes, el avión se entregó al Escuadrón de Entrenamiento de Hidroaviones de RAF Calshot en agosto de 1933. Durante su trayectoria, el Cloud sirvió como avión de entrenamiento tanto para pilotos, destinados a entrenarse en hidrocanoas más grandes tras graduarse en el Cloud antes de ser asignados a unidades de hidrocanoas de primera línea de la RAF, como para navegantes, ya que la cabina era lo suficientemente grande como para albergar varias mesas de mapas. El último Cloud se entregó a la RAF en 1935, y tras algunos años de servicio como entrenadores, los últimos aviones operativos fueron retirados del servicio en julio de 1939.

## Variantes

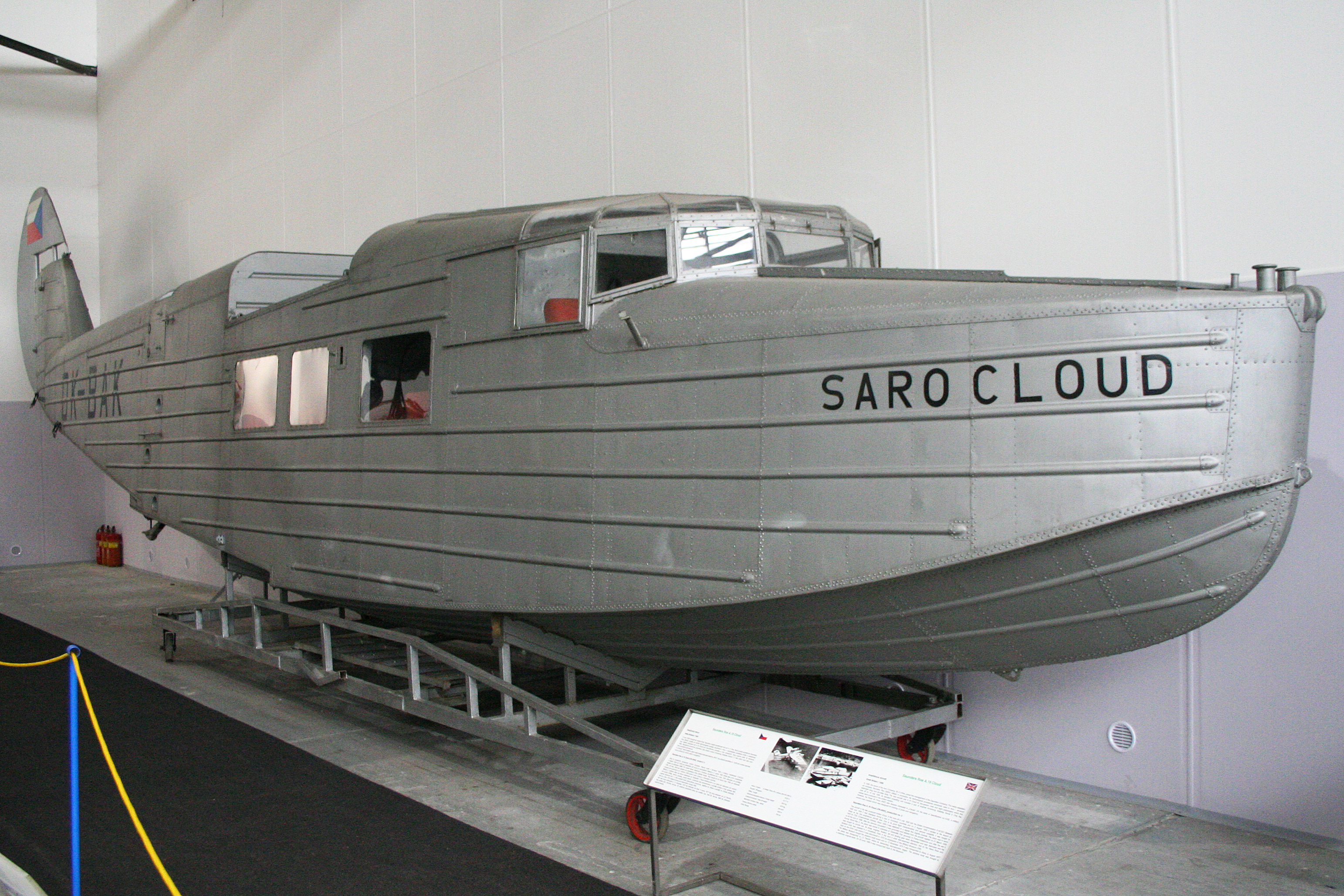
Saro A.19 Cloud OK-BAK en el Museo de Aviación de Kbely.

A.19/1
Prototipo matriculado como G-ABCJ con motores radiales Wright J-6 de 224 kW (300 hp), vendido en Canadá como CF-ARB, pero devuelto a Saro en 1934 para su uso como banco de pruebas de motores. Fue equipado con motores Napier Rapier IV de 340 hp y un perfil aerodinámico auxiliar detrás y debajo de las góndolas de los motores. Fue cedido a Jersey Airways en 1935 antes de ser retirado del servicio en 1936.
A.19/2
Variante especial propulsada por tres motores Armstrong Siddeley Lynx IVC de 215 hp y matriculada como G-ABHG. Debido a problemas con la instalación de los motores, se le instalaron dos radiales Pratt & Whitney Wasp C de 317 kW (425 hp) antes de su entrega. También se le equipó con un perfil aerodinámico auxiliar sobre los motores, así como con dos empenajes y timones para mejorar el control direccional. Vendido a Imperial Airways en 1940 como avión de entrenamiento de tripulaciones, pero sufrió daños irreparables en 1941 y fue desguazado.
A.19/3
Prototipo para el Ministerio del Aire, con matrícula K2681, propulsado por dos radiales Armstrong Siddeley Serval III de 254 kW (340 hp). Tras la evaluación, se encargaron dieciséis aviones de producción, designados A.29.
A.19/4
Matriculado como G-ABXW con motores radiales Wright J-6 de 224 kW (300 hp). Denominado "Cloud of Iona". Fue operado por British Flying Boats Ltd. para realizar vuelos recreativos y chárter, y realizó una breve prueba en un servicio entre Glasgow y Belfast. En 1935 fue operado por Spartan Air Lines y posteriormente utilizado por Guernsey Airways hasta su desaparición frente a Jersey el 31 de julio de 1936.
A.19/5
Propulsado por dos Armstrong Siddeley Serval III, con matrícula G-ACGO. Voló por primera vez en 1933, realizó una gira de ventas por Europa y fue vendido a la Aerolínea Estatal Checoslovaca como OK-BAK, donde se le instalaron motores radiales Walter Pollux. En la década de 1950, se convirtió en la lancha motora Delfin en el río Moldava. En 1995, se reconvirtió en hidroavión, con la cola y el casco superior restaurados, pero sin ala. Este fuselaje se encuentra actualmente en el Museo de Aviación Kbely de Praga.
Monospar ST-7
El avión de evaluación A.19 K2681 del Ministerio del Aire fue equipado con un plano principal de Monospar experimental según la especificación 18/32, para evaluar su uso en futuros diseños de Saro. El avión modificado voló en 1934 y colaboró en el desarrollo del Saro A.33.
A.29
Entrenadores de navegación con motores Armstrong Siddeley Serval III para la Real Fuerza Aérea, 16 construidos.

## Operadores

### Civiles
Particulares en Canadá y el Reino Unido y los siguientes operadores comerciales:
 Checoslovaquia
- Aerolínea Estatal Checoslovaca

 Reino Unido
- British Flying Boats
- Guernsey Airways
- Imperial Airways
- Jersey Airways
- Spartan Air Lines

### Militares
Reino Unido
- Real Fuerza Aérea

## Accidentes
El 31 de julio de 1936, el G-ABXW se perdió durante un vuelo entre Guernsey y Jersey. Los diez ocupantes a bordo fallecieron.

## Especificaciones (A.29 Cloud)
Referencia datos: The Illustrated Encyclopedia of Aircraft (Part Work 1982–1985). Orbis Publishing. p. 2879.

### Características generales
- Tripulación: Dos (pilotos)
- Capacidad: De 4 a 8 alumnos, dependiendo de la tarea[9]
- Longitud: 15,5 m (51 ft)
- Envergadura: 20 m (65,6 ft)
- Altura: 5 m (16,4 ft)
- Superficie alar: 60 m² (645,9 ft²)
- Peso vacío: 3084 kg (6797,1 lb)
- Peso cargado: 4309 kg (9497 lb)
- Planta motriz: 2× motor radial de 10 cilindros refrigerado por aire Armstrong Siddeley Serval III o Serval V.
  - Potencia: 250 kW (345 HP; 340 CV) cada uno.
- Hélices: Bipala de madera de paso fijo

### Rendimiento
- Velocidad máxima operativa (Vno): 190 km/h (118 MPH; 103 kt)
- Alcance: 610 km (329 nmi; 379 mi) (4 h)
- Techo de vuelo: 4300 m (14 108 ft)
- Régimen de ascenso: 3,8 m/s (748 ft/min) [10]

### Armamento
- Ametralladoras: 

  - 2x Lewis de 7,7 mm en posiciones de morro y trasera (provisión)
- Bombas: 

  - 4 de 22,7 kg de prácticas

## Aeronaves relacionadas

### Secuencias de designación
- Secuencia A._ (interna de Saunders): ← A.10 - A.14 - A.17 Cutty Sark - A.19 Cloud - A.21 Windhover - A.22 Segrave Meteor - A.24 Mailplane - A.27 London - A.29 Cloud - A.33 - A.37 Shrimp →